# Badula platyphylla
Espèce
Statut de conservation UICN

 CR D : 
En danger critique
Badula platyphylla, appelée Bois nacré à l'île Maurice, est une plante à fleurs endémique de l'île Maurice appartenant à la famille des priet au primulacées genre Badula. C'est aujourd'hui une espèce gravement menacée de disparition. Son environnement naturel est constitué des forêts sèches tropicales ou subtropicales d'altitude. On la croyait éteinte en 1998, lorsque des individus ont été découverts dans la région de Pétrin. On trouve des spécimens à Maurice à la réserve du Mondrain.

## Sources
- (en) R. Rutty, Badula platyphylla, 2000.
- (en) Liste rouge (2006) des espèces menacées de disparition.